# الأزمة البلغارية (1885-1888)

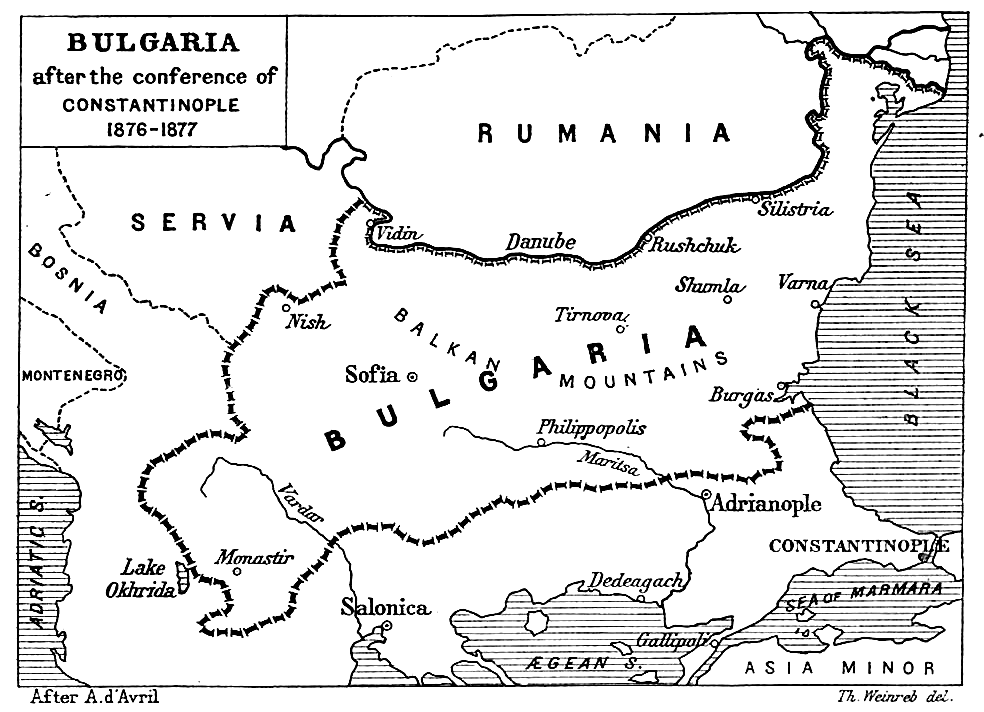

تشير الأزمة البلغارية إلى سلسلة من الأحداث في البلقان بين عامي 1885 و1888، والتي أثرت على التوازن القوي بين القوى العظمى والصراع بين الإمبراطورية النمساوية المجرية وروسيا. كانت هذه الأزمة أحد المراحل في أزمة البلقان المستمرة، إذ ناضلت الدول الإقطاعية من أجل الاستقلال عن الإمبراطورية العثمانية ولكنها حققت مجموعة متنوعة من الدول القومية الناشئة (البلقنة)، وشهدت تحالفات غير مستقرة أدت في كثير من الأحيان إلى الحرب، وفي نهاية المطاف إلى الحرب العالمية الأولى.

## خلفية
أدى رفض تركيا لشروط مؤتمر الترسانة (1876) إلى الحرب الروسية العثمانية 1877-1878. انتهت الحرب بمعاهدة سان ستيفانو، ومعاهدة برلين اللاحقة في عام 1878 التي أنشأت إمارة بلغاريا التابعة للدولة العثمانية. خُلقت المعاهدة الأصلية الموقعة من قبل الإمبراطورية الروسية والدولة العثمانية في سان ستيفانو بلغاريا عظمى مؤيدة لروسيا خارج الأراضي العثمانية المهزومة. يبدو أن هذا تعارض مع التعهدات الروسية السرية السابقة في كل من الرايخشتات في 8 يوليو عام 1876، وفي وقت لاحق في بودابست بين الكونت جولا أندراشي (وزير الخارجية النمساوي)، والمبعوث الروسي يوجين نوفيكوف (اتفاقية بودابست 15 يناير، 18 مارس 1877). اتفقت هذه المعاهدات على عدم خلق دولة سلافية كبيرة في حالة حرب ونصر روسي، وقايضت روسيا الحياد النمساوي على البوسنة والهرسك.
أغضب توسع مجال النفوذ الروسي دول البلقان الأخرى، وأثار قلق القوى العظمى الأخرى التي هددت في البداية بالحرب مع روسيا، ثم عقدت مؤتمر برلين بناء على طلب من وزير الخارجية النمساوي جولا أندراشي لتفكيك وإعادة صياغة أحكام سان ستيفانو. كانت هذه المعاهدة التي أُسست أيضًا اعترافًا دوليًا بالدول الإقطاعية العثمانية السابقة مثل رومانيا، وصربيا، والجبل الأسود، والتي قسمت بلغاريا العظمى إلى إمارة شمالية في بلغاريا، وإقليمين جنوبيين تحت السيطرة العثمانية، ومقدونيا، والروملي الشرقية المتمتعة بالحكم الذاتي. نُقلت البوسنة والهرسك إلى الإمبراطورية النمساوية المجرية. لم تحل هذه المعاهدة إلا القليل، ولكنها أرضت بريطانيا والإمبراطورية النمساوية المجرية فقط على حساب روسيا وشعوب دول البلقان ما حتّم نشوب المزيد من الأزمات.
نُظر إلى مستقبل أراضي البلقان بناءً على ذلك على أنه أمر يتعلق بالتخلص من القوى العظمى الأوروبية. أثرت هذه الأحداث بشكل كبير على العلاقات بين حكومتي ألمانيا وروسيا. أبرمت ألمانيا والإمبراطورية النمساوية المجرية تحالفًا مزدوجًا في عام 1879 نتيجة لموازنة النفوذ الروسي والتوسع المنشود للقومية السلافية في البلقان.